# Campeonato Europeo de Biatlón de 2024
El XXXI Campeonato Europeo de Biatlón se celebró en la localidad de Osrblie (Eslovaquia) entre el 24 y el 28 de enero de 2024 bajo la organización de la Unión Internacional de Biatlón (IBU) y la Federación Eslovaca de Biatlón.

## Resultados

### Masculino
| Evento                      | Oro                               | Plata                               | Bronce                            |
| --------------------------- | --------------------------------- | ----------------------------------- | --------------------------------- |
| 10 km velocidad (26.02)     | Antonin Guigonnat Francia 22:51,9 | Johan-Olav Botn · Noruega · 23:06,4 | Isak Frey · Noruega · 23:08,6     |
| 20 km individual (24.02)    | Vebjørn Sørum · Noruega · 51:32,7 | Johan-Olav Botn · Noruega · 52:42,4 | Martin Uldal · Noruega · 53:17,6  |
| 12,5 km persecución (27.02) | Isak Frey · Noruega · 62:42,1     | Dmitri Shamayev · Rumania · 32:54,4 | Antonin Guigonnat Francia 33:08,1 |

### Femenino
| Evento                    | Oro                                 | Plata                                 | Bronce                                 |
| ------------------------- | ----------------------------------- | ------------------------------------- | -------------------------------------- |
| 7,5 km velocidad (26.02)  | Ida Lien · Noruega · 19:11,5        | Maren Kirkeeide · Noruega · 19:25,5   | Jrystyna Dmytrenko · Ucrania · 19:46,8 |
| 15 km individual (24.02)  | Maren Kirkeeide · Noruega · 41:26,2 | Alina Stremous Moldavia 42:12,7       | Ema Kapustová · Eslovaquia · 42:25,3   |
| 10 km persecución (27.02) | Maren Kirkeeide · Noruega · 29:49,9 | Emilie Kalkenberg · Noruega · 30:01,0 | Océane Michelon Francia 30:17,0        |

### Mixto
| Evento                                | Oro                                                                            | Plata                                                                                  | Bronce                                                                                          |
| ------------------------------------- | ------------------------------------------------------------------------------ | -------------------------------------------------------------------------------------- | ----------------------------------------------------------------------------------------------- |
| Relevo individual (28.01)             | Suecia · Anton Ivarsson · Sara Andersson · 41:50,1                             | Noruega · Vebjørn Sørum · Emilie Kalkenberg · 42:04,0                                  | Austria · Patrick Jacob · Kristina Oberthaler · 42:34,0                                         |
| Relevos 2 × 6 km + 2 × 7,5 km (28.02) | Noruega · Isak Frey · Johan-Olav Botn · Ida Lien · Maren Kirkeeide · 1:04:23,3 | Francia Théo Guiraud-Poillot Antonin Guigonnat Océane Michelon Camille Bened 1:04:37,9 | Italia · Nicola Romanin · Nicolò Betemps · Beatrice Trabucchi · Hannah Auchentaller · 1:05:14,1 |

## Medallero
| Núm. | País       | Oro | Plata | Bronce | Total |
| ---- | ---------- | --- | ----- | ------ | ----- |
| 1    | Noruega    | 6   | 5     | 2      | 13    |
| 2    | Francia    | 1   | 1     | 2      | 4     |
| 3    | Suecia     | 1   | 0     | 0      | 1     |
| 4    | Moldavia   | 0   | 1     | 0      | 1     |
| 4    | Rumania    | 0   | 1     | 0      | 1     |
| 6    | Austria    | 0   | 0     | 1      | 1     |
| 6    | Eslovaquia | 0   | 0     | 1      | 1     |
| 6    | Italia     | 0   | 0     | 1      | 1     |
| 6    | Ucrania    | 0   | 0     | 1      | 1     |
|      | TOTAL      | 8   | 8     | 8      | 24    |